# Rudozem
Rudozem (bulgariska: Рудозем) är en ort i Bulgarien.   Den ligger i regionen Smoljan, i den södra delen av landet, 190 km sydost om huvudstaden Sofia. Rudozem ligger 700 meter över havet och antalet invånare är 3 783.
Terrängen runt Rudozem är huvudsakligen kuperad. Rudozem ligger nere i en dal. Närmaste större samhälle är Smoljan, 17,3 km nordväst om Rudozem.
I omgivningarna runt Rudozem växer i huvudsak blandskog. Runt Rudozem är det ganska tätbefolkat, med 60 invånare per kvadratkilometer.